# Atlantisch orkaanseizoen 1660-1679
Hoewel data niet voor iedere voorgekomen storm beschikbaar zijn uit het Atlantisch orkaanseizoen 1660-1679, waren sommige delen van de kustlijn bevolkt genoeg om betrouwbare gegevens te verzamelen over de waargenomen orkanen. Elk seizoen was een jaarlijkse cyclus van tropische cycloon-formaties in de Atlantisch stroomgebied. De meest tropische cycloonformaties vonden plaats tussen 1 juni en 30 november.

## Stormen
| Jaar | Locatie                     | Datum                    | Dodental | Schade/Opmerkingen                                         |
| ---- | --------------------------- | ------------------------ | -------- | ---------------------------------------------------------- |
| 1664 | Guadeloupe                  | 22 oktober               | onbekend | enorme oogstschade, met bijna een hongersnood tot gevolg   |
| 1666 | Martinique, Guadeloupe      | 14 augustus- 15 augustus | 2000     | 2 schepen verloren                                         |
| 1667 | Saint Kitts, Virginia       | 1-6 september            | Veel     | 10.000 huizen verwoest, enorme oogstschade, overstromingen |
| 1669 | Nevis, Cuba, North Carolina | 17-23 augustus           | 182      | onbekend                                                   |
| 1669 | Saint Kitts                 | september                | onbekend | 25 schepen verloren                                        |
| 1670 | Jamaica                     | 7 oktober                | onbekend | Engelse vloot gestrand                                     |
| 1673 | Puerto Rico                 | onbekend                 | Weinig   | 1 schip verwoest, bemanning gered                          |
| 1674 | Barbados                    | 10 augustus              | 200      | onbekend                                                   |
| 1674 | St. Augustine, Florida      | 19 augustus              | onbekend | huizen verwoest en oogstschade, overstromingen             |
| 1675 | Barbados                    | 10 september             | 200      | onbekend                                                   |